# Omar Karami
Omar Abdul Hamid Karami (arabiska: عمر عبد الحميد كرامي), född 7 september 1934 i an-Nuri nära Tripoli, död 1 januari 2015 i Beirut, var en libanesisk politiker. Han var Libanons premiärminister 1990–1992 och 2004–2005.
Även brodern Rashid Karami tjänstgjorde som premiärminister. Rashid Karami mördades år 1987.